# Măceu
Măceu – wieś w Rumunii, w okręgu Hunedoara, w gminie Bretea Română. W 2011 roku liczyła 360 mieszkańców.